# インターネット・ビジネス・フロンティア
インターネット・ビジネス・フロンティア株式会社（略称：IBF）は、東京都目黒区に本社を置き、EC事業の業務支援を本業とする日本の企業。

## 概要
EC事業の戦略策定から総合支援まで、「新規立ち上げ」「事業フェーズ」による各種メニューを提供している。

## 沿革
- 2004年 - 設立。ECサイト事業者向けに集客目的にSEO対策を支援開始する。
- 2005年 - 戦略的Webサイト構築の提供を開始する。
- 2006年 - サイト運営代行業務の提供を開始する。本社を渋谷区東に移転する。
- 2007年 - 戦略的Webサイト構築の提供を開始する。
- 2009年 - オリジナルECサイトシステムの提供を開始する[1]。
- 2012年 - ISMS（ISO/IEC 27001 / JIS Q 27001）を取得する。
- 2015年 - ECサイトの事業計画作成、ECシステムのベンダー選定支援をはじめとした「コンサルティングサービス」の提供を開始する。
- 2019年 - 本社を目黒区青葉台に移転する。
- 2020年 -「きもち」から考えるECマーケティング総合ソリューション『POCHILL（ポチル）』の提供を開始する[2]。

## 事業
- コンサルティング事業
  - 事業戦略コンサルティング
  - 戦略的Webサイト設計コンサルティング
  - ECシステム導入支援、ベンダー選定支援コンサルティング
  - セカンドオピニオンサービス
- 受託サービス事業
  - 戦略的Webサイト構築
  - EC・Webシステム構築
  - 業務支援ツールの開発
  - コンサルティング
- デジタルマーケティング事業（集客プロモーション）
  - 評価指標（LTV・MR・ROAS・ROI）を軸とした総合支援
  - リスティング・アフィリエイト広告運用
  - 動画・SNS・DSP広告運用
  - ABテスト・バンディットの運用コンサルティング
  - Webサイト分析・効果測定
  - 別サイトによる独自集客
  - 「きもち」から考えるECマーケティング総合ソリューション『POCHILL（ポチル）』 サービスの提供。[2]